# Una vespa in due
Una vespa in due è un singolo della cantante italiana Orietta Berti, pubblicato il 10 maggio 2024.
Esso prevede la collaborazione vocale del cantante italiano Fiorello.

## Descrizione
Nato da un jingle creato per la sigla di Viva Rai 2, è diventato canzone con un ampliamento del testo scritto dallo stesso Fiorello e Enrico Cremonesi e prodotto da Danti.

## Video musicale
Il visual video del brano è stato realizzato dal duo di youtubers Dan & Dav ed è stato reso disponibile dallo stesso giorno di pubblicazione del singolo.
Il videoclip ufficiale del brano, diretto da Paolo Palmeri, è stato pubblicato il 1 giugno 2024 sul canale YouTube della casa discografica Warner Music Italy.

## Promozione
Il singolo è stato presentato in anteprima a Viva Rai2! l'8 Maggio 2024.

## Tracce
Testi di Rosario Tindaro Fiorello e Enrico Cremonesi, musiche di Daniele Lazzarin.
1. Una vespa in due (feat. Fiorello) – 2:20